# Radimlja
Radimlja je nekropola stečkov na Vidovem polju, 3 km zahodno od Stolca v južni Hercegovini. Nekropola leži ob cesti Čapljina-Stolac in je eden od najdragocenejših spomenikov srednjeveške Bosne in Hercegovine.

## Zgodovina
Večina nagrobnikov v Radimlji je bila postavljena v  obdobju od  80. let 15. stoletja do 16 stoletja, kar dokazuje tudi napis na enem od nagrobnikov. V tem obdobju je v naselju na hribu Ošanići živela družina Miloradović-Stjepanović iz rodbine Hrabren. Lokacija se je takrat imenovala Batnoge. Nastanek nekropole sovpada z vzponom te plemiške družine.
Družina Miloradović-Stjepanović je bila pravoslavne vere. Ustanovitelj rodbine  je bil Milorad,  vlaški poglavar govedorejcev in bojevnikov, ki je živel v drugi polovici 14. stoletja. Leta 1416 je omenjen njegov sin Stipan v pritožbi Dubrovniški republiki,  ker se je skupaj s Petrom Pavlovićem bojeval proti Sandalju Hraniću in Osmanskemu cesarstvu. Imel je tri sinove: Petar Stjepanović je bil prvič omenjen leta 1473 in nazadnje leta 1486, Radoja Stjepanović je umrl med letoma 1475-1477, Vukič Stjepanovič pa je bil zadnjič omenjen leta 1496.
Naslavljali so se z vojvoda ali knez, poveljevali vlaškim vojaškim enotam in posedovali zemljo med Stolcem in Mostarjem. Po osmanski okupaciji Bosne so se uspešno vkljčili v osmanski politični in socialni sistem. 
Naselje (katun) Petra in Vukića Hrabrena je bilo del Spodnjih Vlahov v Blagajski nahiji. Njihov katun s 127 hišami in 16 neporočenimi osebami je bil največji od 37 katunov s 1383 hišami in 177 neporočenimi osebami. V času Petra Stjepanovič-Hrabrena so bili on sam in knezi  Vukac, Pavko, Stipan in Radivoj Popratović dubrovniški meščani  in hkrati osmanski timarioti. Po pokopu vojvode Radosava Hrabrena leta 1505 se je širjenje nekropole ustavilo, predvsem zaradi islamizacije, razpada plemenske organizacije in drugih družbenih dogajanj.
Člani rodbine Miloradović-Stjepanović, ki so ostali v  Žitomisliću, so privzeli priimka Ljoljić in Kuzman, medtem ko so tisti, ki so prestopili v islam, privzeli priimek Opijač in še vedno živijo v Dubravi pri Stolcu. Iz dubravske veje družine je Jeronim Miloradović-Hrabren v 18. stoletju postal avstrijski častnik. Druge veje so emigrirale v Rusijo, kjer so bili v obdobju od okoli 15. do 19. stoletja znana plemiška rodbina. Grigorij Miloradović-Hrabren je postal grof in polkovnik ruske carske vojske, medtem ko je bil Mihail Milpradovič  slaven general v napoleonskih vojnah.

## Opis
Na nekropoli je 133 stečkov. Ko se je v avstro-ogrskih časih leta 1882 gradila cesta Čapljina-Stolac, je bilo uničenih najmanj 15-20 nagrobnikov.
Na nekropoli je devet tipov stečkov: 36 plošč, ena plošča na podstavku, 27 skrinj, 24 skrinj na podstavku, štiri visoke skrinje, pet visokih skrinj na podstavku, dva sarkofaga, 31 sarkofagov na podstavku in trije stečki v obliki križa. Osrednji del nekropole je bil zgrajen na koncu 14. stoletja, ko so bile postavljene tri velike skrinje. Dve od njih sta bogato okrašeni z reliefi. V naslednji fazi so se postavljale enostavne skrinje (sanduk, zaboj) in skrinje s slemeni, s cvetjem okrašenimi križi in obrobami z akantovim listjem. V zadnji fazi je bilo na mestu, kjer je bila pokopana družina Miloradović-Stjepanović,  postavljenih okoli 20 stečkov zelo visoke kakovosti in različnih oblik. Na petih od njih so tudi epitafi.
Več ilirskih grobnih gomil v bližini nekropole kaže, da so na tem mestu pokopavali že prej in da so prebivalci  Batnoge samo nadaljevali star običaj. Med izkopavanji v 60. letih 20. stoletja so na globini  120–135 cm odkrili devet grobov in najmanj petdeset uničenih grobov. Analiza posmrtnih ostankov je pokazala, da so bili pokojniki visoke rasti in imeli dobro razvite prsne koše.

## Okrasje
Skoraj polovica (63) stečkov je okrašenih z reliefi, gravurami ali obojim. Najlepše okrašene so visoke skrinje na podstavkih in sakofagi na podstavkih, rezervirani za družbeno elito.
Okraski vključujejo ukrivljene črte s trolistom, plastični cik-cak, krog, rozeto, plastične kroge, grozd,  palico v obliki črke T in spiralne krivulje. Puščice in loki na tako imenovanih vojvodskih "stečkih Miloradović-Stjepanovićev" kažejo na njihov vojaški položaj.
Figuralne upodobitve se lahko razdelijo na upodobitve moških figur z dvignjeno desno roko (na stečkih vojvod Miloradović-Stjepanović in stečkih, ki simbolizirajo sv. Vida), prizorov lova, posmrtnega kolesa in viteških turnirjev z osnovnim umetniškim in verskim prepletanjem poganskih in krščanskih simbolov.
Napisi omenjajo Stipana Miloradovića in njegova sinova Radoja in Petra, tri prebivalce Batnog in tri kamnoseke: Miogosta, Volašina Vogačića in Ratka Brativo(n)ića.
Stečki so izdelani iz apnenca iz kamnoloma na hribu Ošanići. Nagrobnike so v kamnolomu grobo obdelali, zaključna dela in krašenje pa so opravili na nekropoli.

## Napisi
I: A se kami na Vukcu na Pet[r]oviču. A se pisa Bolašin Bogačić.
II: A Vlač Vlahov[i]č, [a sječe k]ami Ratko Brativo[n]ič/Brativo[jev]ič.
III: Az rab b[o]ži Radoje Vuković, sinovac vojevode Petra.
IV: Sije leži dobri Radoje, sin vojevode Stipana, n[a] svoj baštini na Batnogah. Si bilig postavi na me brat moj vojevoda Petar.
V: A se leži Stjepan. A činio ka[mi] Miogost kovač.